# Sainte-Honorine-la-Petite
Sainte-Honorine-la-Petite ist eine ehemalige französische Gemeinde im Département Orne. Heute ist Sainte-Honorine-la-Petite unter dem Namen La Petite Sainte-Honorine ein Teil der Gemeinde Ménil-Gondouin.

## Geografie
Der Ort La Petite Sainte-Honorine liegt im Osten der Gemeinde und rund einen Kilometer südöstlich der Kirche von Ménil-Gondouin. Er erstreckt sich entlang der Straße D221, die etwa einen Kilometer nordöstlich auf die D15 führt; letztere Straße stellt die Anbindung an Ménil-Gondouin in westliche und an Putanges-Pont-Écrepin in östliche Richtung her.

## Geschichte
Während der Feudalzeit gehörte Sainte-Honorine-la-Petite zum Lehen des Nachbarortes Ménil-Gondouin. 1783 wurde die vormals bestehende Dorfkirche entweiht und die Pfarrei in die von Ménil-Gondouin eingegliedert. 
Die selbstverwaltete Gemeinde Sainte-Honorine-la-Petite entstand im Verlauf der 1789 begonnenen Französischen Revolution.  Zum Zeitpunkt ihrer Gründung trug sie den Namen Sainte Honorine la Petite und gehörte zum Kanton von Putange (heute Putanges-Pont-Écrepin) innerhalb des Départements Orne. 1801 wurden die Bindestriche im Namen ergänzt. Die Einwohnerzahl lag 1793 bei 154 und im Jahr 1821 bei 171 Menschen, während Ménil-Gondouin fast dreimal so viele Bewohner hatte. Am 30. Januar 1822 wurde die Eingemeindung in die größere Nachbargemeinde vollzogen.